# Carlos Luciano Díaz Morfa
Carlos Luciano Díaz Morfa (Ciudad Trujillo, 4 de noviembre de 1959) es un exmilitar dominicano, excomandante del Ejército de República Dominicana y Ministro de Defensa.  Reconocido por ser el más cercano colaborador del expresidente Hipólito Mejía, luego de salir del poder en el 2004, fungiendo como su encargado de seguridad.

## Biografía
Díaz Morfa nació el 4 de noviembre de 1959 en Santo Domingo, República Dominicana hijo del General de Brigada del Ejército de la República Dominicana Luciano A. Díaz Tejera y la doctora Luisa Arminda Morfa Calzada. Ingresó al ejército como "aspirante a cadete" el 18 de enero de 1977 donde se graduaría con honores como Segundo Teniente el 29 de noviembre de 1980.
Mantiene una estrecha relación con el expresidente Hipólito Mejía al cual ha acompañado como Jefe de Seguridad y en ocasiones como su asistente personal debido a la avanzada edad del que fuera primer mandatario de la República Dominicana desde el 2000 hasta el 2004.

## Carrera militar
Durante su carrera militar el Mayor General Díaz Morfa ha realizado diferentes cursos entre los cuales se destacan Operaciones de Comandos, Dispositivos Terroristas y Maneras de Contrarrestarlos; Curso Avanzado de Tácticas Especiales; Curso Avanzado para Oficiales de Armas de Combate, Comando y Estado Mayor; Programa de Desarrollo de la Facultad; Instructor de FADEP y Inglés como segundo Idioma, todos estos en la Escuela de las Américas del Ejército de los Estados Unidos de América.
De igual forma ha obtenido los galardones: Medalla de Encomio del Ejército de los Estados Unidos, Orden de Mérito Militar con Distintivo Azul, Orden de Mérito Militar con distintivo Blanco, Gran cordón Militar “JUAN PABLO DUARTE”, Mejor Instructor de la Escuela de Las Ameritas en Estados Unidos,Condecoración “Cruz de la Casa Militar” en su primera Clase de la República Bolivariana de Venezuela, Condecoración “Orden Francisco de Miranda” en la primera clase de la República Bolivariana de Venezuela, “Orden de Mayo al Mérito” en el grado de Gran Oficial de la República de Argentina.
Personas que han trabajado de la mano con Díaz Morfa lo definen como sereno, respetuoso, amable y de buen trato.

### Designaciones
• Oficial Comandante Pelotón “A” Cía. 1.er Batallón 1.ª Brigada, E.R.D.
• Oficial Comandante Pelotón “A” Cía. 3.er Batallón, 1.ª Brigada E.R.D.
• Oficial de la Unidad Patrulla y Rescate, Ministerio de Defensa.
• Oficial comandante “D” Cia. 3.er Batallón de infantería “RMM”, E.R.D.
• Instructor Invitado Escuela De las Américas, EE. UU.
• Instructor del Instituto Militar de Educación Superior (IMES)
• Jefe de Seguridad del Aeropuerto Internacional de las Américas (AILA)
• Inspector del Ministerio de Defensa en la Zona Fronteriza, Pedro Santana.
• Ayudante personal del comandante general del Ejército de República Dominicana.
• Edecán militar del vicepresidente de la República Dominicana
• Oficial ejecutivo 6.º Batallón de Cazadores “GGL”, E.R.D
• Auxiliar de Estado Mayor G-5, Of. Asuntos Civiles, E.R.D.
• Auxiliar de Estado Mayor  G-3, Of. de Planes y Ent. E.R.D.
• Oficial comandante del 6.º Batallón de Cazadores “GGL”, E.R.D.
• Jefe del Cuerpo de  Seguridad Presidencial
• Comandante general del Ejército de República Dominicana.
• Ministro de Defensa de la República Dominicana